# 圣比埃伊
圣比埃伊（法語：Saint-Bueil，法語發音：[sɛ̃ bɥɛj]）是法国伊泽尔省的一个市镇，属于拉图尔迪潘区。

## 地理
圣比埃伊（45°28'38"N, 5°41'23"E）面积3.81 平方千米，位于法国奥弗涅-罗讷-阿尔卑斯大区伊泽尔省，该省份为法国东南部内陆省份，北起顺时针与安省、萨瓦省、上阿尔卑斯省、德龙省、阿尔代什省、卢瓦尔省和罗讷省。
与圣比埃伊接壤的市镇（或旧市镇、城区）包括：圣马丹德沃尔塞尔、沃拉讷、瓦桑、梅尔拉、圣阿尔班-德沃尔塞尔、圣茹瓦尔-昂瓦尔代讷。

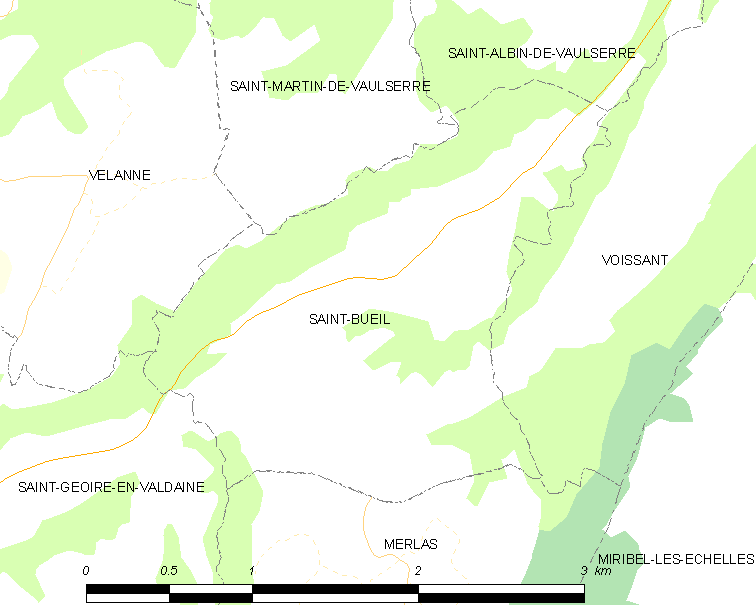
圣比埃伊的OSM定位图

圣比埃伊的时区为UTC+01:00、UTC+02:00（夏令时）。

## 行政
圣比埃伊的邮政编码为38620，INSEE市镇编码为38372。

## 政治
圣比埃伊所属的省级选区为沙特勒斯-吉耶县。

## 人口

1962-2008年间圣比埃伊人口变化图示

圣比埃伊于2022年1月1日时的人口数量为707人。